# چوبین (داورزن)
چوبین، روستایی است از توابع بخش مرکزی شهرستان داورزن در استان خراسان رضوی ایران.

## جمعیت
این روستا در دهستان کاه قرار داشته و بر اساس سرشماری سال ۱۳۸۵ جمعیت آن ۲۳۲ نفر (۶۶ خانوار)
بوده است.